# Zsolt Páva
Dans le nom hongrois Páva Zsolt, le nom de famille précède le prénom, mais cet article utilise l’ordre habituel en français Zsolt Páva, où le prénom précède le nom.
Zsolt Páva ([ˈʒolt], [ˈpaːvɒ]), né le 30 octobre 1955 à Pécs, est un homme politique hongrois, bourgmestre de Pécs depuis une élection partielle en 2009, membre du Fidesz-Union civique hongroise (Fidesz-MPSz).